# 龙市镇 (重庆市)
龙市镇，是中华人民共和国重庆市合川区下辖的一个乡镇级行政单位。

## 行政区划
龙市镇下辖以下地区：龙市社区，松柏、高滩、海慧、龙头、众地、中心、青岩、三星、飞龙、响堂、凉岩、白庙、垣城、九井、新场、风垭、粟坪、祠堂、四碑、红庙、青坝、东岳、山青、义和、仙岩、钵耳、育婴、古城28个行政村。镇政府驻龙市社区花市街。合（川）肖（家）、龙（市）佛（门）等公路横贯境内。
［代码］500117121：～001龙市社区 ～200松柏村 ～201高滩村 ～202海慧村 ～203龙头村 ～204众地村 ～205中心村 ～206青岩村 ～207三星村 ～208飞龙村 ～209响堂村 ～210凉岩村 ～211白庙村 ～212垣城村 ～213九井村 ～214新场村 ～215风垭村 ～216粟坪村 ～217祠堂村 ～218四碑村 ～219红庙村 ～220青坝村 ～221东岳村 ～222山青村 ～223义和村 ～224仙岩村 ～225钵耳村 ～226育婴村 ～227古城村